# Объединённый переходный кабинет Беларуси
Объединённый переходный кабинет Беларуси (ОПКБ, бел. Аб’яднаны пераходны кабінет Беларусі; АПКБ) — коллективный исполнительный орган, созданный Светланой Тихановской. В кабинет входят представители демократического движения, бизнеса и силового блока Республики Беларусь.

## История создания

### Военное вторжение в Украину
Сразу после начала полномасштабного вторжения России в Украину, 24 февраля 2022 года Светлана Тихановская объявила о намерении создания переходного кабинета в качестве национального органа Республики Беларусь. Своё намерение она объяснила тем, что Александра Лукашенко больше нельзя считать гарантом независимости и территориальной целостности Беларуси.

### Конференция «Новая Беларусь»
Непосредственному созданию кабинета предшествовала конференция демократических сил «Новая Беларусь», приуроченная ко второй годовщине с начала протестов. Одной из основных тем конференции стала надобность объединения оппозиции. В одном из своих выступлений Тихановская отметила, что для продолжения борьбы недостаточно одного человека, поэтому всем структурам и белорусам нужно объединиться. Создатель полка «Погоня» и экс-бизнесмен Вадим Прокопьев отметил, что подобная структура должна иметь в себе все атрибуты государственного правительства, в том числе свой МИД, вооружённые силы, департамент финансов, счётную палату и службу собственной безопасности. Глава НАУ и экс-министр культуры Павел Латушко предложил не медлить с созданием кабинета и принять решение о его создании как можно быстрее. Приоритетом для работы структуры он назвал сохранение суверенитета страны, а также стабильное управление республикой в переходный период.

### Реакции экспертов
Политический аналитик Александр Класковский назвал решение создать кабинет ответом Тихановской на жёсткую критику, поступающую в её сторону. По его мнению, Светлана грамотно уладила кризис, а создание кабинета позволит утихнуть «страстям» в оппозиции.
Аналитик Европейского совета по международным отношениям Павел Слюнькин назвал важным решением включение в переходный кабинет представителя по обороне и нацбезопасности Валерия Сахащика. По его мнению, усиление военного компонента в оппозиции является важным и неизбежным решением на фоне войны в Украине.

## Деятельность

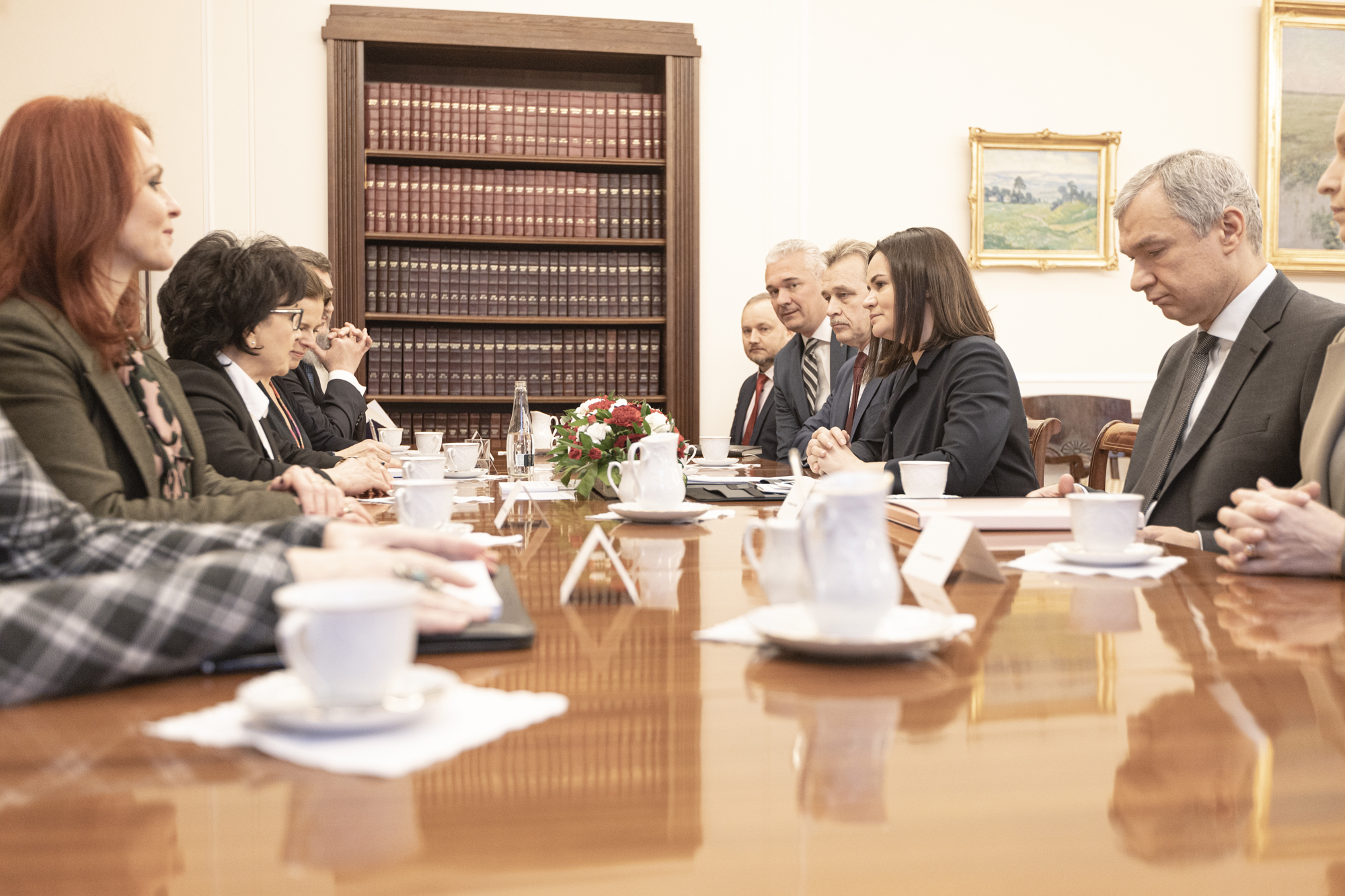
Рабочая встреча ОПКБ с Маршалом Сейма Польши Эльжбетой Витек в январе 2023 года.

Сразу после объявления о создании кабинета Светлана Тихановская назначила его представителей. Ими стали Павел Латушко, Александр Азаров, Валерий Ковалевский и Валерий Сахащик. Было заявлено, что кабинет ещё будет расширяться и включит в себя представительства по социальной политике, экономике и финансам и национальному возрождению. 7 сентября 2022 года от имени кабинета было издано первое постановление. В нём приоритетной задачей организации объявили восстановление и защиту суверенитета страны. 9 сентября 2022 года пресс-служба организации сообщила о новой представительнице кабинета по вопросам финансов и экономики, которой стала предпринимательница и основательница компании Laava Tech Татьяна Зарецкая. 16 сентября стало известно, что представительницей по вопросу национального возрождения назначена историк и экс-телеведущая телеканала «Белсат» Алина Ковшик. 2 ноября Татьяна Зарецкая заявила о своём уходе из кабинета. По её словам, такое решение было принято в связи с большим количеством угроз и давлением на неё, её родных, партнёров по бизнесу и инвесторов.
11 февраля 2023 года Кабинет представил наградную медаль «Гонар і Годнасць», которой постановил награждать людей, проявивших «исключительную преданность в служении Беларуси».

### Марафон солидарности «Нам не всё равно!»
В июле 2023 года ОПКБ в сотрудничестве с инициативами, фондами и СМИ провели марафон по сбору средств для белорусских политических заключённых и их семей. Инициирован представителем по социальным вопросам Ольгой Горбуновой. Мероприятие длилось два дня с 29 июля по 30 июля 2023 года и за его время было собрано более 574 тысяч евро.

### Паспорт «Новой Беларуси»
В августе 2023 года ОПКБ презентовал проект документа, который будет выдаваться белорусам, столкнувшимся с проблемой окончания срока действия их паспорта. Впервые был показан на презентации «Новая Беларусь 2023» представителем по иностранным делам Валерием Ковалевским. На момент октября 2023 года документ находится в процессе выпуска физических образцов, которые затем будут отправлены по всему миру для последующего признания.

## Кабинет

### Цели
Перед собой кабинет поставил следующие цели:
- Защищать независимость и суверенитет Республики Беларусь, представлять национальные интересы Беларуси. Осуществить фактическую деоккупацию Беларуси.
- Восстановить конституционную законность и правопорядок.
- Разработать и реализовать меры по пресечению незаконного удержания власти, обеспечить транзит власти от диктатуры к демократии, создать условия для проведения честных и свободных выборов.
- Разрабатывать и исполнять решения, необходимые для достижения демократических перемен в Беларуси.

### Функционирование

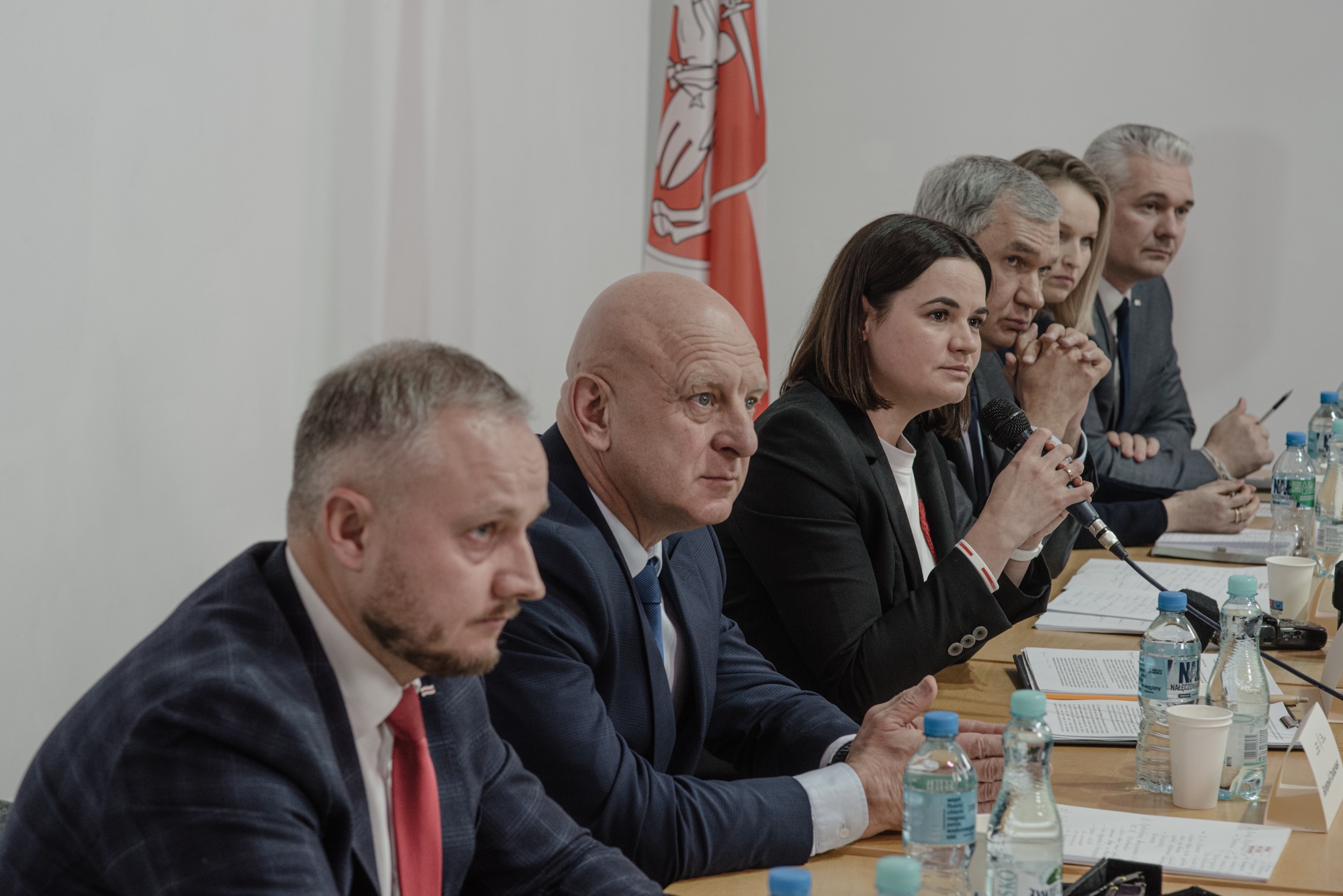
Светлана Тихановская и представители ОПКБ на пресс-конференции в Варшаве 2 декабря 2022 года

Для вступления в кабинет кандидат должен получить одобрение от Координационного совета. Однако первые ключевые кандидатуры сроком на 6 месяцев Тихановская назначила сама. Далее они должны быть согласованы с представительным органом. По словам Тихановской, такое решение было принято из-за идущей войны и реформирования координационного совета оппозиции.

### Представители
| Должность                   | 2022/2023                      | 2023/2024           | 2024/2025                     |
| --------------------------- | ------------------------------ | ------------------- | ----------------------------- |
| Транзит власти              | Павел Латушко                  | Павел Латушко       | Павел Латушко                 |
| Восстановление правопорядка | Александр Азаров               | вакантно            | вакантно                      |
| Иностранные дела            | Валерий Ковалевский            | Валерий Ковалевский | Владимир Астапенко            |
| Оборона и нацбезопасность   | Валерий Сахащик                | Валерий Сахащик     | Вадим Кабанчук                |
| Финансы и экономика         | Татьяна Зарецкая (до 02.11.22) | вакантно            | вакантно                      |
| Национальное возрождение    | Алина Ковшик                   | Алина Ковшик        | Алина Ковшик (до 16.11.24)    |
| Социальные вопросы          | Ольга Горбунова (от 26.12.22)  | Ольга Горбунова     | Ольга Горбунова (до 16.09.24) |
| Молодёжная политика         | не учреждено                   | не учреждено        | Маргарита Ворихова            |

## Реакция правительства
30 августа 2022 года КГБ РБ приняло решение о признании ОПКБ «экстремистским формированием». 5 сентября организация была включена в соответствующий перечень. 1 декабря Telegram-канал кабинета был внесён в список экстремистских материалов по решению суда Центрального района Минска.
5 сентября 2022 года стало известно о медицинском обследовании Валерия Сахащика. По информации Нашей Нивы, в первый раз в больницу Сахащик попал сразу после белорусской конференции в Вильнюсе. У Валерия появилась бессонница, снизилась работоспособность, а позднее он потерял сознание за рулём машины. Родственники предполагают, что причиной этого была попытка отравления. Также СМИ отмечает, что инцидент прошёл на фоне открытых угроз со стороны белорусских официальных телевизионных деятелей.
В июле 2025 года Верховный суд Беларуси по ходатайству генерального прокурора Андрея Шведа признал Объединённый переходный кабинет террористической организацией.